# Geranomyia guianensis
Geranomyia guianensis är en tvåvingeart som först beskrevs av Alexander 1930.  Geranomyia guianensis ingår i släktet Geranomyia och familjen småharkrankar.
Artens utbredningsområde är Guyana. Inga underarter finns listade i Catalogue of Life.